# .300ノルマ・マグナム
.300ノルマ・マグナム弾は小火器用の実包である。長距離射撃のコミュニティで人気を獲得し始めている。.300ノルマ・マグナム弾は、.308口径にネックダウンされた.338ノルマ・マグナム弾の薬莢を利用している。この弾薬は、1960年に設計された.308ノルマ・マグナム弾と区別するために、.300ノルマ・マグナム弾と名付けられた。アメリカ特殊作戦軍 (USSOCOM) は、新しいAdvanced Sniper Rifleに使用する弾薬として、2016年に.300ノルマ・マグナム弾を選択した。
C.I.P. (Permanent International Commission for the Proof of Small Arms) によると、.300ノルマ・マグナム弾は、最大440.00 MPa（63,817 psi）のピエゾ圧力を扱うことが出来る。